# 百花水库
百花水库位于中国贵州省贵阳市观山湖区百花湖乡（原称百花乡），是以发电、灌溉为主，兼有供水、防洪、旅游、养殖等功能的大（二）型水库。又称百花湖。